# Lilian Faschinger
Lilian Faschinger (n. 29 aprilie, 1950 - ...) este un romancier, nuvelist, poet și traducător literar austriac.

## Romane
- Die neue Scheherazade (1986)
- Lustspiel (1989)
- Magdalena Sünderin (1995)
- Wiener Passion (1999)
- Stadt der Verlierer (2007)